# Tournoi masculin de basket-ball aux Jeux du Commonwealth de 2018
Cet article traite de l'épreuve masculine. Pour la compétition féminine, voir Tournoi féminin de basket-ball aux Jeux du Commonwealth de 2018.
Le tournoi masculin de basket-ball aux Jeux du Commonwealth de 2018 se tient à Gold Coast, en Australie, du 5 au 15 avril 2018. L'Australie remporte le tire en s'imposant en finale face au Canada, la Nouvelle-Zélande prenant la troisième place.

## Équipes qualifiées
Les huit équipes qualifiées :
| Compétition                                                         | Date             | Lieu | Places | Qualifiés                       |
| ------------------------------------------------------------------- | ---------------- | ---- | ------ | ------------------------------- |
| Pays organisateur                                                   |                  |      | 1      | Australie                       |
| Meilleures équipes du Commonwealth au Classement mondial de la FIBA | 1er juillet 2017 |      | 3      | Nigeria Nouvelle-Zélande Canada |
| Invités par la Fédération des Jeux du Commonwealth et par la FIBA   | 7 juillet 2017   |      | 4      | Angleterre Écosse Cameroun Inde |
| Total                                                               |                  |      | 8      |                                 |

### Groupe A

#### Classement
| Rang | Équipe           | Pts | J | G | P | Pp  | Pc  | Diff |
| ---- | ---------------- | --- | - | - | - | --- | --- | ---- |
| 1    | Australie        | 6   | 3 | 3 | 0 | 271 | 183 | 88   |
| 2    | Nouvelle-Zélande | 5   | 3 | 2 | 1 | 265 | 204 | 61   |
| 3    | Canada           | 4   | 3 | 1 | 2 | 197 | 244 | -47  |
| 4    | Nigeria          | 3   | 3 | 0 | 3 | 187 | 289 | -102 |

#### Matchs
| 6 avril 2018 17h30 | Rapport | Australie                                           | 95-55                    | Canada                                       |  | Cairns Convention Centre, Cairns Arbitres : Viola Gyoergyi Ceciline Michael Vincent |
| 6 avril 2018 17h30 | Rapport | Score par quart-temps : 25-13, 22-16, 22-13, 26-13  |                          |                                              |  | Cairns Convention Centre, Cairns Arbitres : Viola Gyoergyi Ceciline Michael Vincent |
| 6 avril 2018 17h30 | Rapport | Score par mi-temps : 47-29, 48-26                   |                          |                                              |  | Cairns Convention Centre, Cairns Arbitres : Viola Gyoergyi Ceciline Michael Vincent |
| 6 avril 2018 17h30 | Rapport | Daniel Kickert 14 Brandt, Sobey 11 Chris Goulding 6 | Points Rebonds Passes d. | Mambi Diawara 10 Conor Morgan 6 Munis Tutu 6 |  | Cairns Convention Centre, Cairns Arbitres : Viola Gyoergyi Ceciline Michael Vincent |

| 6 avril 2018 20h00 | Rapport | Nigeria                                               | 65-110                   | Nouvelle-Zélande                                   |  | Cairns Convention Centre, Cairns Arbitres : Arnauld Kom Njilo Simon Unsworth |
| 6 avril 2018 20h00 | Rapport | Score par quart-temps : 15-24, 20-26, 8-31, 22-29     |                          |                                                    |  | Cairns Convention Centre, Cairns Arbitres : Arnauld Kom Njilo Simon Unsworth |
| 6 avril 2018 20h00 | Rapport | Score par mi-temps : 35-50, 30-60                     |                          |                                                    |  | Cairns Convention Centre, Cairns Arbitres : Arnauld Kom Njilo Simon Unsworth |
| 6 avril 2018 20h00 | Rapport | Azuoma Dike 15 God'sgift Achiuwa 8 Achiuwa, Ofoegbu 2 | Points Rebonds Passes d. | Thomas Abercrombie 21 Alex Pledger 10 Ili, Kenny 6 |  | Cairns Convention Centre, Cairns Arbitres : Arnauld Kom Njilo Simon Unsworth |

| 7 avril 2018 14h00 | Rapport | Canada                                             | 82-67                    | Nigeria                                                |  | Cairns Convention Centre, Cairns Arbitres : Arnauld Kom Njilo Simon Unsworth |
| 7 avril 2018 14h00 | Rapport | Score par quart-temps : 23-16, 20-21, 14-15, 25-15 |                          |                                                        |  | Cairns Convention Centre, Cairns Arbitres : Arnauld Kom Njilo Simon Unsworth |
| 7 avril 2018 14h00 | Rapport | Score par mi-temps : 43-37, 39-30                  |                          |                                                        |  | Cairns Convention Centre, Cairns Arbitres : Arnauld Kom Njilo Simon Unsworth |
| 7 avril 2018 14h00 | Rapport | Diressa, Alleyn 24 Munis Tutu 6 Conor Morgan 4     | Points Rebonds Passes d. | Ikechukwu Diogu 29 Ikechukwu Diogu 15 Diogu, Iroegbu 3 |  | Cairns Convention Centre, Cairns Arbitres : Arnauld Kom Njilo Simon Unsworth |

| 7 avril 2018 21h00 | Rapport | Nouvelle-Zélande                                   | 73-79                    | Australie                                    |  | Cairns Convention Centre, Cairns Arbitres : Wojciech Liszka Chris Dodds |
| 7 avril 2018 21h00 | Rapport | Score par quart-temps : 21-19, 19-16, 19-21, 14-23 |                          |                                              |  | Cairns Convention Centre, Cairns Arbitres : Wojciech Liszka Chris Dodds |
| 7 avril 2018 21h00 | Rapport | Score par mi-temps : 40-35, 33-44                  |                          |                                              |  | Cairns Convention Centre, Cairns Arbitres : Wojciech Liszka Chris Dodds |
| 7 avril 2018 21h00 | Rapport | Shea Ili 22 Finn Delany 7 Shea Ili 4               | Points Rebonds Passes d. | Nicholas Kay 21 Nathan Sobey 6 Jason Cadee 3 |  | Cairns Convention Centre, Cairns Arbitres : Wojciech Liszka Chris Dodds |

| 9 avril 2018 18h30 | Rapport | Canada                                             | 60-82                    | Nouvelle-Zélande                                      |  | Cairns Convention Centre, Cairns Arbitres : James Boyer Artur Decastro |
| 9 avril 2018 18h30 | Rapport | Score par quart-temps : 14-20, 17-20, 12-23, 17-19 |                          |                                                       |  | Cairns Convention Centre, Cairns Arbitres : James Boyer Artur Decastro |
| 9 avril 2018 18h30 | Rapport | Score par mi-temps : 30-40, 29-42                  |                          |                                                       |  | Cairns Convention Centre, Cairns Arbitres : James Boyer Artur Decastro |
| 9 avril 2018 18h30 | Rapport | David Kapinga 12 Conor Morgan 6 Kapinga, Diawara 2 | Points Rebonds Passes d. | Thomas Abercrombie 17 Thomas Abercrombie 9 Shea Ili 5 |  | Cairns Convention Centre, Cairns Arbitres : James Boyer Artur Decastro |

| 9 avril 2018 21h00 | Rapport | Australie                                          | 97-55                    | Nigeria                                                  |  | Cairns Convention Centre, Cairns Arbitres : Arnauld Kom Njilo Chris Dodds |
| 9 avril 2018 21h00 | Rapport | Score par quart-temps : 23-17, 25-10, 28-14, 21-14 |                          |                                                          |  | Cairns Convention Centre, Cairns Arbitres : Arnauld Kom Njilo Chris Dodds |
| 9 avril 2018 21h00 | Rapport | Score par mi-temps : 48-27, 49-28                  |                          |                                                          |  | Cairns Convention Centre, Cairns Arbitres : Arnauld Kom Njilo Chris Dodds |
| 9 avril 2018 21h00 | Rapport | Angus Brandt 16 Jason Cadee 9 Nathan Sobey 5       | Points Rebonds Passes d. | Ikechukwu Diogu 19 God'sgift Achiuwa 8 Uchechi Ofoegbu 3 |  | Cairns Convention Centre, Cairns Arbitres : Arnauld Kom Njilo Chris Dodds |

### Groupe B

#### Classement
| Rang | Équipe     | Pts | J | G | P | Pp  | Pc  | Diff |
| ---- | ---------- | --- | - | - | - | --- | --- | ---- |
| 1    | Écosse     | 6   | 3 | 3 | 0 | 237 | 198 | 39   |
| 2    | Angleterre | 5   | 3 | 2 | 1 | 246 | 186 | 60   |
| 3    | Cameroun   | 4   | 3 | 1 | 2 | 202 | 231 | -29  |
| 4    | Inde       | 3   | 3 | 0 | 3 | 222 | 292 | -70  |

#### Matchs
| 5 avril 2018 17h30 | Rapport | Angleterre                                         | 65-78                    | Écosse                                             |  | Townsville Entertainment and Convention Centre, Townsville Arbitres : Matthew Beattie Kingsley Ojeaburu |
| 5 avril 2018 17h30 | Rapport | Score par quart-temps : 19-17, 13-18, 16-14, 17-29 |                          |                                                    |  | Townsville Entertainment and Convention Centre, Townsville Arbitres : Matthew Beattie Kingsley Ojeaburu |
| 5 avril 2018 17h30 | Rapport | Score par mi-temps : 32-35, 33-43                  |                          |                                                    |  | Townsville Entertainment and Convention Centre, Townsville Arbitres : Matthew Beattie Kingsley Ojeaburu |
| 5 avril 2018 17h30 | Rapport | Shane Walker 17 Orlan Jackman 9 Orlan Jackman 5    | Points Rebonds Passes d. | Gareth Bunya 18 Fraser, Achara 8 Fraser, Achara, 4 |  | Townsville Entertainment and Convention Centre, Townsville Arbitres : Matthew Beattie Kingsley Ojeaburu |

| 5 avril 2018 20h00 | Rapport | Cameroun                                                            | 96-87                    | Inde                                                  |  | Townsville Entertainment and Convention Centre, Townsville Arbitres : Michael Weiland Ryan Jones |
| 5 avril 2018 20h00 | Rapport | Score par quart-temps : 15-27, 24-36, 23-13, 34-11                  |                          |                                                       |  | Townsville Entertainment and Convention Centre, Townsville Arbitres : Michael Weiland Ryan Jones |
| 5 avril 2018 20h00 | Rapport | Score par mi-temps : 39-63, 57-24                                   |                          |                                                       |  | Townsville Entertainment and Convention Centre, Townsville Arbitres : Michael Weiland Ryan Jones |
| 5 avril 2018 20h00 | Rapport | Arnold Kome 21 Mohaman Aziz Nkene Tsaace 13 Robert Songolo Ngijol 3 | Points Rebonds Passes d. | Amjyot Singh 23 Annadurai Aravind 12 Joginder Singh 8 |  | Townsville Entertainment and Convention Centre, Townsville Arbitres : Michael Weiland Ryan Jones |

| 7 avril 2018 17h30 | Rapport | Angleterre                                        | 100-54                   | Inde                                                  |  | Townsville Entertainment and Convention Centre, Townsville Arbitres : Takaki Kato Ryan Jones |
| 7 avril 2018 17h30 | Rapport | Score par quart-temps : 19-15, 27-9, 29-11, 25-19 |                          |                                                       |  | Townsville Entertainment and Convention Centre, Townsville Arbitres : Takaki Kato Ryan Jones |
| 7 avril 2018 17h30 | Rapport | Score par mi-temps : 46-24, 54-30                 |                          |                                                       |  | Townsville Entertainment and Convention Centre, Townsville Arbitres : Takaki Kato Ryan Jones |
| 7 avril 2018 17h30 | Rapport | Adam Thoseby 20 Shane Walker 8 Callum Jones 6     | Points Rebonds Passes d. | Annadurai Aravind 22 Yadwinder Singh 7 Amjyot Singh 5 |  | Townsville Entertainment and Convention Centre, Townsville Arbitres : Takaki Kato Ryan Jones |

| 7 avril 2018 20h00 | Rapport | Écosse                                              | 63-52                    | Cameroun                                                     |  | Townsville Entertainment and Convention Centre, Townsville Arbitres : Leonardo Zalazar Jon Chapman |
| 7 avril 2018 20h00 | Rapport | Score par quart-temps : 15-4, 14-11, 15-25, 19-12   |                          |                                                              |  | Townsville Entertainment and Convention Centre, Townsville Arbitres : Leonardo Zalazar Jon Chapman |
| 7 avril 2018 20h00 | Rapport | Score par mi-temps : 29-15, 34-37                   |                          |                                                              |  | Townsville Entertainment and Convention Centre, Townsville Arbitres : Leonardo Zalazar Jon Chapman |
| 7 avril 2018 20h00 | Rapport | Gareth Murray 25 Alasdair Fraser 9 Murray, Achara 3 | Points Rebonds Passes d. | Arnold Akola Kome 21 Franck Yangue 13 Pierre Cedric Essome 5 |  | Townsville Entertainment and Convention Centre, Townsville Arbitres : Leonardo Zalazar Jon Chapman |

| 8 avril 2018 14h00 | Rapport | Cameroun                                                        | 54-81                    | ' Angleterre                                    |  | Townsville Entertainment and Convention Centre, Townsville Arbitres : Leonardo Zalazar Matthew Beattie |
| 8 avril 2018 14h00 | Rapport | Score par quart-temps : 15-20, 16-17, 14-29, 9-15               |                          |                                                 |  | Townsville Entertainment and Convention Centre, Townsville Arbitres : Leonardo Zalazar Matthew Beattie |
| 8 avril 2018 14h00 | Rapport | Score par mi-temps : 31-37, 25-44                               |                          |                                                 |  | Townsville Entertainment and Convention Centre, Townsville Arbitres : Leonardo Zalazar Matthew Beattie |
| 8 avril 2018 14h00 | Rapport | Felix Thierry Bogmis 14 Franck Yangue 10 Pierre Cedric Essome 3 | Points Rebonds Passes d. | Kofi Josephs 26 Orlan Jackman 8 Thoseby, Tuck 3 |  | Townsville Entertainment and Convention Centre, Townsville Arbitres : Leonardo Zalazar Matthew Beattie |

| 8 avril 2018 21h00 | Rapport | Inde                                                     | 81-96                    | Écosse                                               |  | Townsville Entertainment and Convention Centre, Townsville Arbitres : Kingsley Ojeaburu Matthew Bathurst |
| 8 avril 2018 21h00 | Rapport | Score par quart-temps : 26-33, 15-16, 11-29, 29-18       |                          |                                                      |  | Townsville Entertainment and Convention Centre, Townsville Arbitres : Kingsley Ojeaburu Matthew Bathurst |
| 8 avril 2018 21h00 | Rapport | Score par mi-temps : 41-48, 40-47                        |                          |                                                      |  | Townsville Entertainment and Convention Centre, Townsville Arbitres : Kingsley Ojeaburu Matthew Bathurst |
| 8 avril 2018 21h00 | Rapport | Aravind Annadurai 27 Aravind Annadurai 14 Amyjot Singh 7 | Points Rebonds Passes d. | Nicholas Collins 16 Michael Vigor 12 Michael Vigor 7 |  | Townsville Entertainment and Convention Centre, Townsville Arbitres : Kingsley Ojeaburu Matthew Bathurst |

## Phase finale

### Tableau
|  | Quarts de finale | Quarts de finale |         |                        | Demi-finales | Demi-finales |  |  | Finale | Finale |
|  | Quarts de finale | Quarts de finale |         |                        | Demi-finales | Demi-finales |  |  | Finale | Finale |
|  |                  |                  |         |                        |              |              |  |  |        |        |
|  |                  |                  |         |                        |              |              |  |  |        |        |
|  |                  |                  |         |                        |              |              |  |  |        |        |
|  | Australie        | 103              |         |                        |              |              |  |  |        |        |
|  | Australie        | 103              | Nigeria | 61                     |              |              |  |  |        |        |
|  | Écosse           | 46               | Nigeria | 61                     |              |              |  |  |        |        |
|  | Écosse           | 46               | Écosse  | 66                     |              |              |  |  |        |        |
|  |                  |                  | Écosse  | 66                     | Australie    | 87           |  |  |        |        |
|  |                  |                  |         |                        | Australie    | 87           |  |  |        |        |
|  |                  | Canada           | 47      |                        |              |              |  |  |        |        |
|  | Canada           | Canada           | 47      | 97                     |              |              |  |  |        |        |
|  | Canada           | Nouvelle-Zélande | 86      | 97                     |              |              |  |  |        |        |
|  | Angleterre       | Nouvelle-Zélande | 86      | 79                     |              |              |  |  |        |        |
|  | Angleterre       | Canada           | 88      | 79                     |              |              |  |  |        |        |
|  |                  | Canada           | 88      | Match pour la 3e place |              |              |  |  |        |        |
|  |                  |                  |         |                        |              |              |  |  |        |        |
|  |                  |                  |         |                        |              |              |  |  |        |        |
|  |                  |                  |         |                        |              |              |  |  |        |        |
|  | Écosse           | 69               |         |                        |              |              |  |  |        |        |
|  | Écosse           | 69               |         |                        |              |              |  |  |        |        |
|  | Nouvelle-Zélande | 79               |         |                        |              |              |  |  |        |        |
|  | Nouvelle-Zélande | 79               |         |                        |              |              |  |  |        |        |

Qualifications :
| 10 avril 2018 | Boxscore | Nigeria                                           | 61-66                    | Écosse                               |  | Cairns Convention Centre, Cairns Arbitres : Arnauld Kom Njilo (CMR), Artur Decastro (MOZ) |
| 10 avril 2018 | Boxscore | Score par quart-temps : 16–23, 12–17, 18–6, 15–20 |                          |                                      |  | Cairns Convention Centre, Cairns Arbitres : Arnauld Kom Njilo (CMR), Artur Decastro (MOZ) |
| 10 avril 2018 | Boxscore | Diogu 24 Diogu 15 Iroegbu, Ofoegbu 4              | Points Rebonds Passes d. | Murray 17 Murray, Achara 8 Malcolm 4 |  | Cairns Convention Centre, Cairns Arbitres : Arnauld Kom Njilo (CMR), Artur Decastro (MOZ) |

| 10 avril 2018 | Boxscore | Canada                                             | 97-79                    | Angleterre                                         |  | Cairns Convention Centre, Cairns Arbitres : Liszka (POL), Boyer (AUS) Dodds (GBR) |
| 10 avril 2018 | Boxscore | Score par quart-temps : 30–12, 25–14, 22–32, 20–21 |                          |                                                    |  | Cairns Convention Centre, Cairns Arbitres : Liszka (POL), Boyer (AUS) Dodds (GBR) |
| 10 avril 2018 | Boxscore | Morgan 24 Pierre-Charles 8 Tutu, Diressa 4         | Points Rebonds Passes d. | Thoseby, Josephs 20 Gilchrist, Josephs 8 Thoseby 4 |  | Cairns Convention Centre, Cairns Arbitres : Liszka (POL), Boyer (AUS) Dodds (GBR) |

Demi-finales :
| 14 avril 2018 | Boxscore | Australie                                         | 103-46                   | Écosse                                           |  | Gold Coast Convention and Exhibition Centre, Gold Coast Arbitres : Leonardo Zalazar (ARG), Kingsley Ojeaburu (NGR) |
| 14 avril 2018 | Boxscore | Score par quart-temps : 20–4, 28–18, 35–10, 20–14 |                          |                                                  |  | Gold Coast Convention and Exhibition Centre, Gold Coast Arbitres : Leonardo Zalazar (ARG), Kingsley Ojeaburu (NGR) |
| 14 avril 2018 | Boxscore | Wagstaff 17 Brandt 6 Sobey 6                      | Points Rebonds Passes d. | Malcolm, Fraser 9 Murray, Nealon-Lino 4 Bunyan 6 |  | Gold Coast Convention and Exhibition Centre, Gold Coast Arbitres : Leonardo Zalazar (ARG), Kingsley Ojeaburu (NGR) |

| 14 avril 2018 | Boxscore | Nouvelle-Zélande                                   | 86-88                    | Canada                             |  | Gold Coast Convention and Exhibition Centre, Gold Coast Arbitres : Liszka (POL), Kato (JPN), Kom Njilo (CMR) |
| 14 avril 2018 | Boxscore | Score par quart-temps : 16–22, 26–23, 16–30, 28–13 |                          |                                    |  | Gold Coast Convention and Exhibition Centre, Gold Coast Arbitres : Liszka (POL), Kato (JPN), Kom Njilo (CMR) |
| 14 avril 2018 | Boxscore | Ili 23 Mika Vukona 15 Ili 7                        | Points Rebonds Passes d. | Diressa 22 Pierre-Charles 7 Tutu 6 |  | Gold Coast Convention and Exhibition Centre, Gold Coast Arbitres : Liszka (POL), Kato (JPN), Kom Njilo (CMR) |

Match pour la troisième place :
| 15 avril 2018 | Boxscore | Écosse                                            | 69-79                    | Nouvelle-Zélande            |  | Gold Coast Convention and Exhibition Centre, Gold Coast Arbitres : Beattie (USA), Weiland (CAN), Boyer (AUS) |
| 15 avril 2018 | Boxscore | Score par quart-temps : 21–19, 14–22, 9–18, 25–20 |                          |                             |  | Gold Coast Convention and Exhibition Centre, Gold Coast Arbitres : Beattie (USA), Weiland (CAN), Boyer (AUS) |
| 15 avril 2018 | Boxscore | Bunyan 13 Fraser 6 Bunyan 5                       | Points Rebonds Passes d. | Abercrombie 26 Loe 10 Loe 4 |  | Gold Coast Convention and Exhibition Centre, Gold Coast Arbitres : Beattie (USA), Weiland (CAN), Boyer (AUS) |

Finale :
| 15 avril 2018 | Boxscore | Australie                                         | 87-47                    | Canada                        |  | Gold Coast Convention and Exhibition Centre, Gold Coast Arbitres : Omar Bermúdez (MEX), Wojciech Liszka (POL), Leonardo Zalazar (ARG) |
| 15 avril 2018 | Boxscore | Score par quart-temps : 20–10, 25–9, 18–10, 24–18 |                          |                               |  | Gold Coast Convention and Exhibition Centre, Gold Coast Arbitres : Omar Bermúdez (MEX), Wojciech Liszka (POL), Leonardo Zalazar (ARG) |
| 15 avril 2018 | Boxscore | Goulding 11 Sobey 8 Gliddon 5                     | Points Rebonds Passes d. | Tutu 10 Tutu 6 Morgan, Tutu 3 |  | Gold Coast Convention and Exhibition Centre, Gold Coast Arbitres : Omar Bermúdez (MEX), Wojciech Liszka (POL), Leonardo Zalazar (ARG) |